# Olga Šilhánová
Olga Šilhánová (Vysoké nad Jizerou, Checoslovaquia, 21 de diciembre de 1920-Praga, 27 de agosto de 1986) fue una gimnasta artística checoslovaca, campeona olímpica en Londres 1948 en el concurso por equipos.

## Carrera deportiva
En las Olimpiadas celebradas en Londres en 1948 consigue junto con su equipo el oro en el concurso grupal, quedando por delante de las gimnastas húngaras y las estadounidenses, y siendo sus compañeras de equipo: Božena Srncová, Marie Kovářová, Miloslava Misáková, Milena Müllerová, Věra Růžičkova, Zdeňka Honsová y Zdeňka Veřmiřovská.